# Qué más pues?
Qué más pues? è un singolo del cantante colombiano J Balvin e della cantante argentina María Becerra, pubblicato il 28 maggio 2021 come terzo estratto dal sesto album in studio di J Balvin Jose.
Il brano è stato premiato con il Premio Lo Nuestro alla canzone urban pop dell'anno e il Premio Tu Música Urbano alla canzone dell'anno.

## Promozione
I due artisti hanno eseguito il pezzo come parte di un medley di J Balvin contenente anche In da Getto in occasione dei Grammy Award il 3 aprile 2022.

## Video musicale
Il video musicale, diretto da Jose-Emilio Sagaró, è stato reso disponibile in concomitanza con l'uscita del brano.

## Tracce
Testi e musiche di José Álvaro Osorio Balvin, María Becerra, Alejandro Ramirez, Jeff Kleinman e Keityn.
1. Qué más pues? – 3:37

## Classifiche

### Classifiche settimanali
| Classifica (2021-22)  | Posizione massima |
| --------------------- | ----------------- |
| Argentina             | 1                 |
| Bolivia               | 22                |
| Colombia              | 2                 |
| Costa Rica            | 3                 |
| Italia                | 60                |
| Messico               | 3                 |
| Panama                | 8                 |
| Paraguay              | 29                |
| Perù                  | 1                 |
| Portogallo            | 26                |
| Repubblica Dominicana | 6                 |
| Spagna                | 2                 |
| Stati Uniti           | 123               |
| Svizzera              | 54                |

### Classifiche di fine anno
| Classifica (2021) | Posizione |
| ----------------- | --------- |
| Portogallo        | 112       |
| Spagna            | 10        |
| Uruguay           | 2         |
| Classifica (2022) | Posizione |
| Paraguay          | 104       |